# Provincia Roi Et
Roi Et (în thailandeză ร้อยเอ็ด) este o provincie (changwat) din Thailanda. Situată în regiunea de Nord-Est, provincia Roi Et are în componența sa 20 districte (amphoe), 193 de sub-districte (tambon) și 2311 de sate (muban). 
Cu o populație de 1.306.967 de locuitori și o suprafață totală de 8.299,4 km2, Roi Et este a 12-a provincie din Thailanda ca mărime după numărul populației și a 23-a după mărimea suprafeței.